# Minimoog
A Minimoog (kiejtése „minimóg”, „minimoug”) egy egyszólamú (monofón) analóg szintetizátor, amelyet az Moog Music gyártott eredetileg 1970 és 1981 között. A moduláris Moog-szintetizátor megfizethetőbb, hordozható változatának szánták és ez volt egyben az első szintetizátor, amelyet hangszerboltokban is értékesítettek. Először a progresszív rock és jazz zenészek körében volt népszerű, majd széles körben alkalmazták a diszkó, pop, rock és elektronikus zenei műfajokban.
A Minimoog gyártása az 1980-as évek elején leállt miután a Moog Music cég eladásra került. 2002-ben az alapító, Robert Moog visszaszerezte a Moog cég jogait, és kiadta a Minimoog modern változatát, a Minimoog Voyagert. A Moog Music 2016 és 2017 között, majd pedig 2022 óta napjainkig gyártja az eredeti Minimoogot minimális módosításokkal.

## Fejlesztés

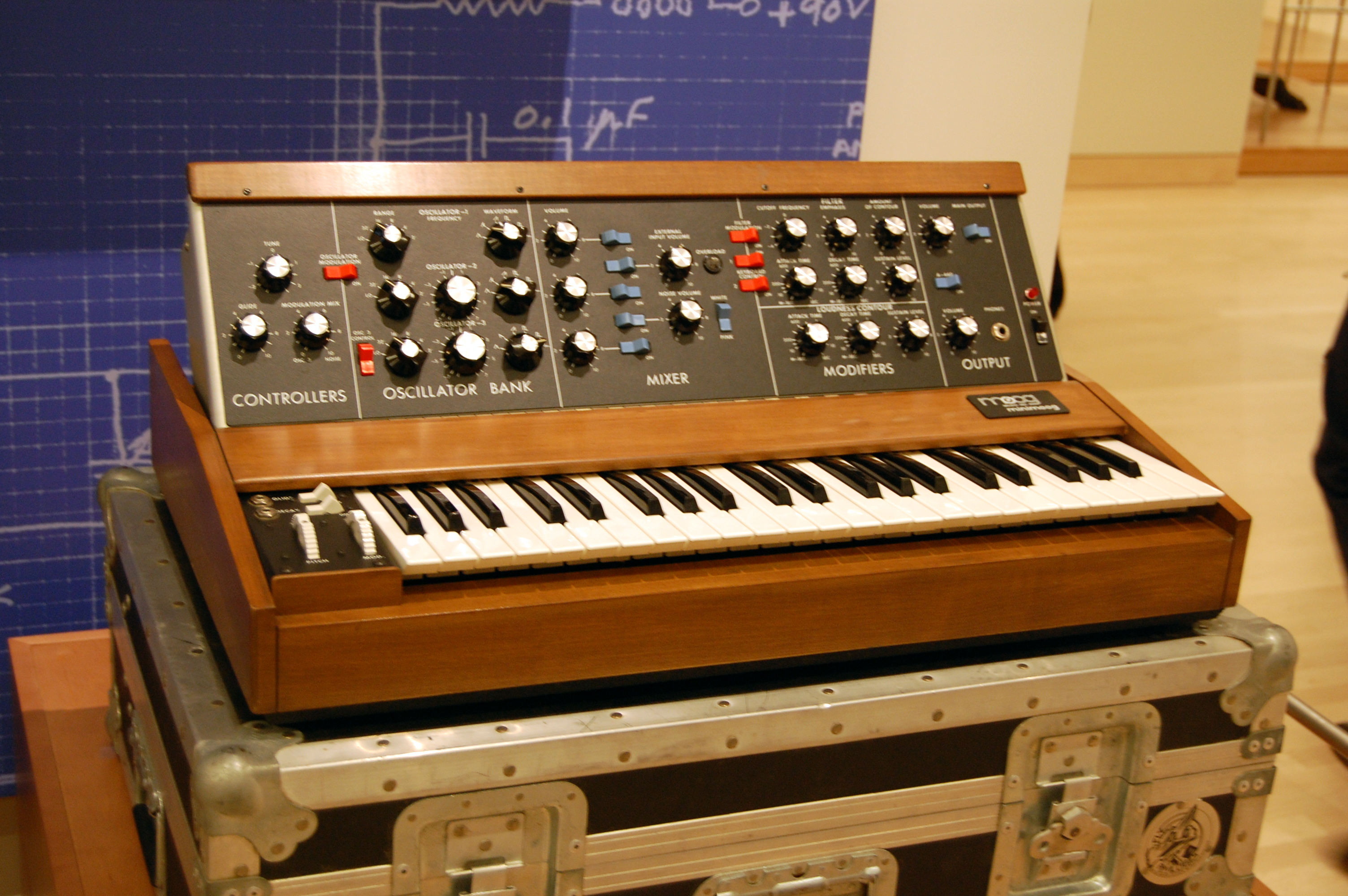
Egy Minimoog Model D szintetizátor az 1970-es évek elejéről

Az 1960-as években az R.A. Moog Co. cég Moog-szintetizátorokat gyártott, amelyeknek köszönhetően az évtized végére egyre elterjedtebbé váltak az elektronikus hangzások, viszont ezek a hangszerek a hétköznapi emberek számára továbbra is elérhetetlenek maradtak. Ezeket moduláris szintetizátorokat nehéz volt használni, mert a felhasználóknak maguknak kellett összekötniük a modulokat kábelekkel a hangok létrehozásához. Továbbá a hőmérsékletre és a páratartalomra is érzékenyek voltak, ezen felül több tízezer dollárba kerültek. Ezek miatt a legtöbb Moog-szintetizátor egyetemek vagy lemezkiadók tulajdonában volt és leggyakrabban filmzenék vagy szignálok készítésére használták őket. 1970-re mindösszesen csak 28 darab volt zenészek magántulajdonában.
Abban a reményben, hogy létrehozható egy kisebb, megbízhatóbb szintetizátor, Bill Hemsath, a Moog cég mérnöke egy prototípust készített. Ehhez kettévágott egy billentyűzetet, majd a Moog-szintetizátorban is használt alkatrészekből egy kis szekrénybe beépített egy egyszerűbb szintetizátor elektronikát. A Moog cég alapítója és elnöke, Robert Moog jópofának találta a prototípust, de kezdetben nem látta, hogy lett volna rá piaci igény. Ennek ellenére kísérletként Moog és a mérnökök számos további prototípust készítettek, valamint ekkor fejlesztettek ki egy bőröndöt is, amelyben a hangszer könnyebben volt szállítható.
1970 elején a Moog cég veszteségessé vált, mivel a moduláris szintetizátorok iránti érdeklődés csökkent. Miután Moog elutazott egy több hetes nyaralásra, távollétében a mérnökök kifejlesztették Hemsath miniatűr szintetizátorának egy változatát, a Minimoog Model D-t, mivel attól tartottak, hogy elveszítik a munkájukat, ha a cég tönkremegy. Miután Moog visszaérkezett, először nem örült a mérnökök külön akciójának, de ekkor meglátta a Model D-ben rejlő lehetőségeket és végül engedélyezte a gyártását.
A mérnököknek nem sikerült megfelelően stabilizálniuk a tápegységet, emiatt a Minimoog három oszcillátora soha nem volt teljesen szinkronban egymással. Bár nem szándékosan, de ez létrehozta a szintetizátor jellegzetes melegként és teltként jellemzett hangzását. Habár a Moog-szintetizátorén alapult, végső soron a Minimoog feszültségvezérelt szűrője egyedülálló volt, lehetővé téve a zenészek számára, hogy gyakorlatilag „bármit az éles, funky basszusoktól… az űrhangzásokig” létrehozhassanak vele. A Minimoog volt az első szintetizátor, amely hajlítókerékkel rendelkezett, amely lehetővé teszi a zenészek számára, hogy úgy hajlítsák meg a hangokat, mint egy gitáros vagy szaxofonos, így kifejezőbb játékmódok is elérhetővé váltak a számukra. A Moog cég volt alkalmazottja, David Borden szerint Moog rendkívül meggazdagodhatott volna, ha szabadalmaztatja a hajlítókereket.

## Kiadás
A Moog cég 1970-ben adta ki az első Minimoogot.:232 Moog megfogalmazása szerint a hangszert session zenészek számára, hordozható szintetizátornak tervezték és a cégnél úgy számoltak, hogy jó ha „talán 100 darabot” adnak el belőle. Moog megismerkedett David Van Koevering egykori hittérítővel és zenésszel, akit annyira lenyűgözött a Minimoog, hogy bemutatókat rendezett zenészek és hangszerboltok részére. Van Koevering barátja, Glen Bell, aki a Taco Bell étteremlánc alapítója volt, rendelkezésre bocsájtott számára egy épületet a floridai magánszigetén a bemutatókhoz. Van Koevering itt szervezte meg az általa „Electronicus Szigete” névre keresztelt rendezvényt, ami egy „pszeudo-pszichedelikus élmény volt, ami az ellenkultúrát (a drogok kivételével) a hétköznapi családokhoz eljuttatta és összekapcsolta a Minimoog hangjával”.
A Minimoog 13 évig folyamatosan gyártásban volt, és több mint 12 000 darab készült belőle.:215,317 Ez volt az első szintetizátor, amelyet kiskereskedelemben, hangszerboltokban is árultak.:214 A termék sikere ellenére a Moog cég nem tudta kielégíteni a hatalmas keresletet, és fedezetük sem volt ahhoz, hogy hitelt vegyenek fel, ezért Moog 1971-ben eladta a céget Bill Waytenának, egy kockázatitőke-befektetőnek. Van Koeveringet felvették értékesítési és marketingvezetőnek, ezzel az egész világra kiterjesztve a Minimoog árusítását.:238–255 A Minimoog gyártása 1981-ben végül leállt, az eredeti Moog cég pedig 1993-ban hivatalosan is teljesen megszűnt.
Az 1980-as években a Moog Music Egyesült Királyságra vonatkozó névhasználati jogait a walesi Caerphillyből származó Alex Winter vásárolta meg, aki 1998-ban megkezdte egy frissített Minimoog változat korlátozott példányszámú gyártását Moog Minimoog 204E néven. A 204E impulzusszélesség-modulációt és MIDI-t adott az eredeti Model D specifikációjához.

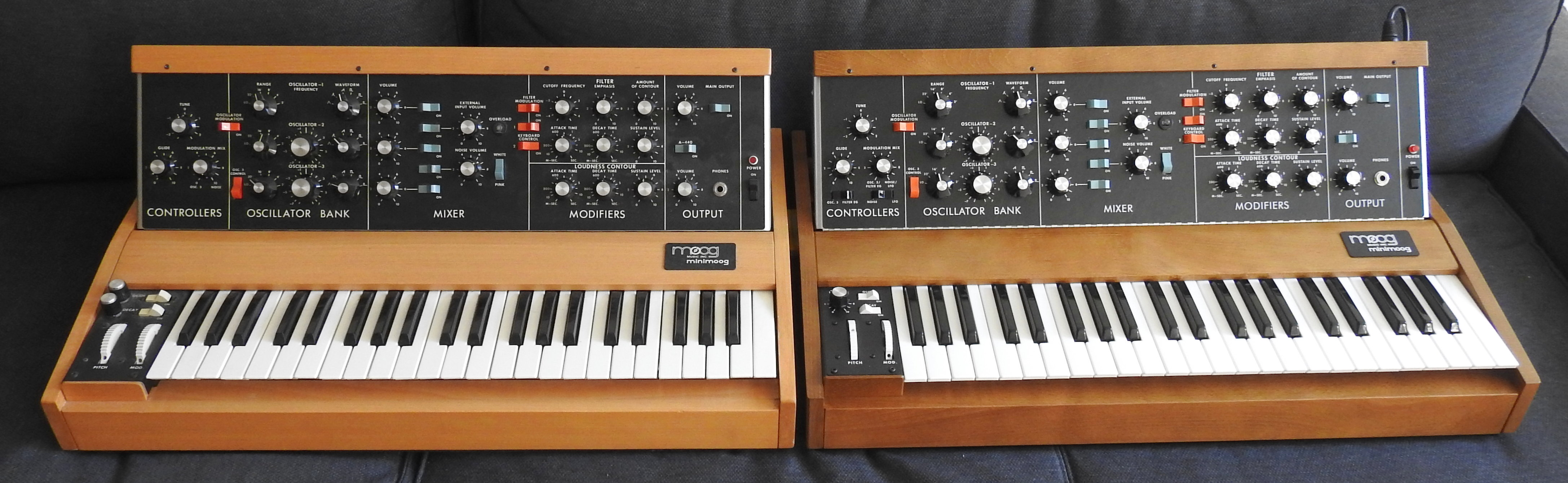
Egy 1979-es (balra) és egy 2017-es (jobbra) Minimoog

2002-ben Robert Moog több éves pereskedés után visszaszerezte a Moog cég névhasználati és egyéb jogait, és az akkori cégét, a Big Briart átnevezte Moog Music-ra. 2002-ben az immáron újra működő Moog cég kiadta a Minimoog Voyagert, ami egy Minimoog által ihletett, de teljesen új és modern analóg szintetizátor volt. Több mint 14 000 darab kelt el belőle a gyártás 2015-ös befejezésig, ezzel az eredeti Minimoog eladásait is túlszárnyalta. Bár a „walesi Moog” nem sokkal később fizetésképtelenné vált és csődeljárás alá került, Winter megtartotta a Moog név jogait az Egyesült Királyságban, a Minimoog Voyagert ott emiatt Voyager by Bob Moog néven árulták.
2016-ban a Moog Music elkezdte gyártani az eredeti Model D modernizált változatát, amely külön LFO-val rendelkezik vibratohoz, valamint MIDI-vel, nyomás és leütésérzékeny billentyűzettel is bír. A gyártás alig egy évvel később, 2017 augusztusa körül ért véget. 2018-ban a Moog Music kiadta a Minimoog Model D alkalmazást iOS-re. 2022-ben, több mint öt év szünet után, a Model D harmadszor is gyártásba került. Alapvetően ugyanaz maradt, mint a 2016-os verzió, de a hajlítókerék immáron rugóval van ellátva, továbbá frissítették a MIDI specifikációkat is.

## Hatása
TJ Pinch, az Analog Days szerzője szerint a Minimoog volt az első szintetizátor, amely „klasszikussá” vált.:214 A Wired úgy jellemezte, hogy „a zenetörténet leghíresebb szintetizátora... egy mindenütt megtalálható analóg billentyűs hangszer, amely számtalan pop, rock, hip-hop és techno számban hallható az 1970-es, 80-as és 90-es évekből".  A Minimoog a hordozhatósága miatt is jelentős volt. David Borden, a Moog cég volt munkatársa úgy fogalmazott, hogy a Minimoog „kihozta a szintetizátort a stúdióból, és áthelyezte azt a koncertterembe”. A Guardian szerint: „Mostanra a fejlesztéseknek köszönhetően elérhetővé vált, hogy a szintetizátor megbízhatóan működjön egyaránt dallamokra, vagy erőteljes basszusokra (vagyis az eddigiektől eltérően már nem bonyolult hanggeneráló gépként). A Minimoog mindent megváltoztatott... a Moogokból csak úgy áradt a karakter. A hangzás lehetett furcsa, giccses, aranyos, vagy már-már szinte pusztító erejű is, de mindig egyértelműen felismerhető volt, hogy ez egy Moog.”
A Minimoog megváltoztatta a rockbandák dinamikáját. A billentyűsök most először játszhattak a gitárosok stílusában szólókat, vagy karakteres basszusokat. A Yes együttes billentyűse, Rick Wakeman így emlékezett vissza: „Először mehettél fel [a színpadra] úgy, hogy megdolgoztathattad a gitárost a pénzéért... A gitárosok reakciója az volt hogy: "Ó, hogy az a... Minimoogja van!". Ezután kétségbeesetten próbálkoztak 11-esre tekerni a hangerőt – csak így tudtak versenyre kelni vele.” Wakeman szerint a hangszer „teljesen megváltoztatta a zene világát.”
A Minimoog jelentős szerepet kapott a fősodorbeli afroamerikai zenében, leginkább Stevie Wonder munkásságában.:8 Basszusok játszására különösen népszerűvé vált a funk műfajban, erre jó példa a Parliament együttes "Flash Light" című száma. A jazzben is népszerű volt és Sun Ra volt talán az első zenész, aki élőben fellépett vele és a stúdiófelvételeken is ezen a hangszeren játszott (Például az 1970-es My Brother the Wind című albumán). Herbie Hancock, Dick Hyman és Chick Corea szintén a korai Minimoog felhasználók közé sorolhatóak.
A Minimoog a progresszív rock egyik alappillére lett. Az 1970-es évek elején Keith Emerson (Emerson, Lake & Palmer) az élő fellépésein időnként Minimoogon is játszott az elhíresült szintetizátora, a moduláris „Monster Moog” mellett.:200–212 Wakeman öt Minimoogot használt a színpadon, így különböző hangokat tudott lejátszani anélkül, hogy újra kellett volna őket konfigurálnia. Olyan elektronikus előadók is használták, mint a Kraftwerk, akik az Autobahn (1974) és a The Man-Machine (1978) albumaikon játszottak rajta, majd később a Tangerine Dream, Klaus Schulze és Gary Numan is használták. Az 1970-es évek végén és az 1980-as évek elején széles körben használták az akkoriban feltörekvő disco műfajban is olyan előadók, mint az ABBA és Giorgio Moroder.
2012-ben Bob Moog születésnapjának megünneplésére a Google egy interaktív Google Doodle-t készített, amely egy Minimoogra emlékeztető szoftverszintetizátor volt.

### Magyar előadók

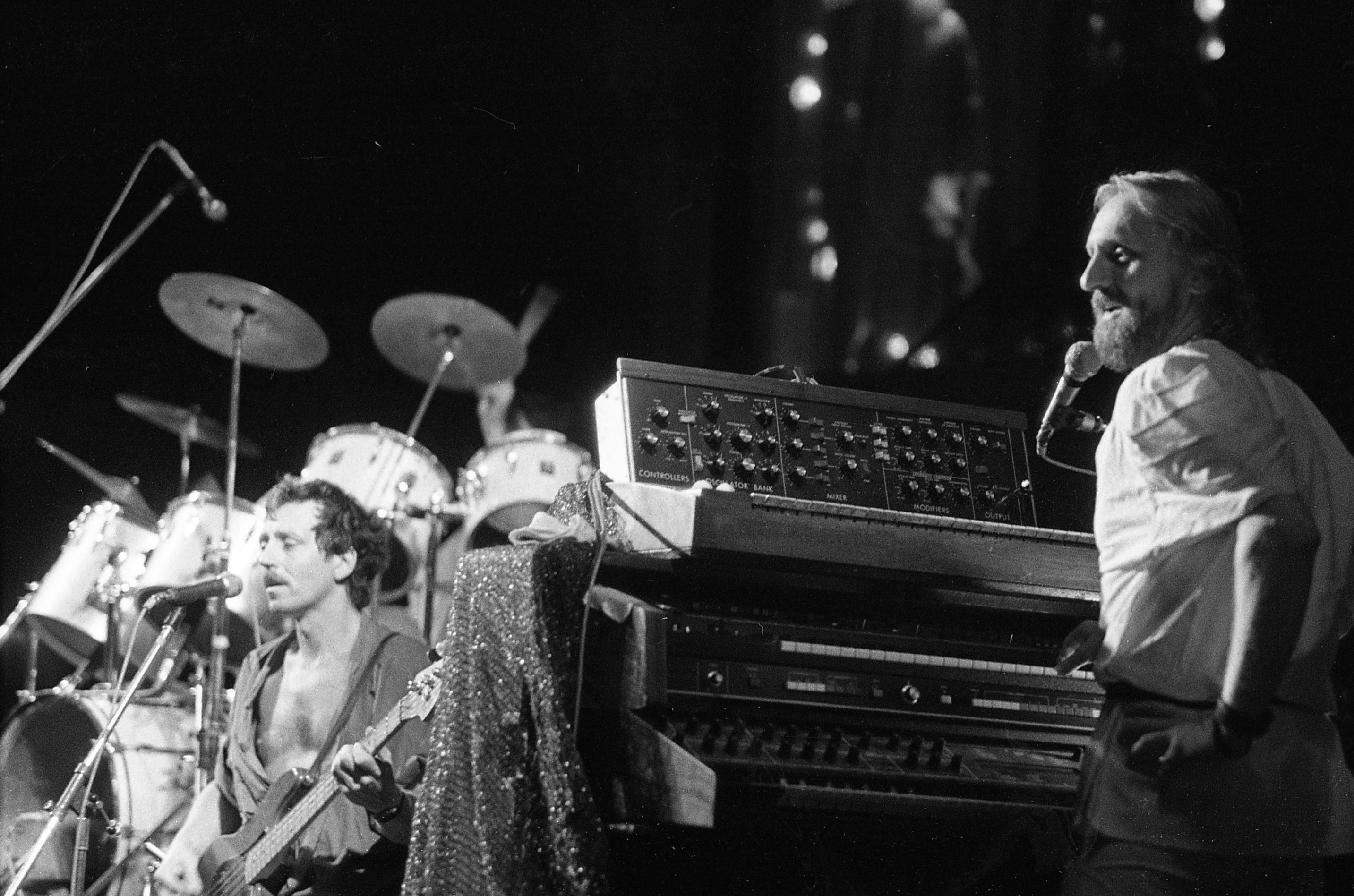
Benkő László Minimooggal

Magyarországon először Benkő László játszott Minimoogon az Omega együttes tagjaként, amelyet 1973-ban használtak először. A hangszer az egyik legmeghatározóbb eleme volt az együttes 1976-tól 1979-ig tartó space-rock korszak hangzásának. Ezen belül is kiemelendő a "Nem tudom a neved" című dal az Omega 6: Nem tudom a neved (1975) albumról, amelyben kiválóan hallható a Minimoog jellegzetes, karakteres hangzása. Egy 1975-ös Minimoogon játszik Pálvölgyi Géza az East (például az 1981-es Játékok című lemezen) és az iLAND együttesekben. Papp Gyula, a Skorpió együttes billentyűse szintén játszott Minimoogon.

## Fordítás
Ez a szócikk részben vagy egészben  a   Minimoog című angol Wikipédia-szócikk ezen változatának fordításán alapul.  Az eredeti cikk szerkesztőit annak laptörténete sorolja fel. Ez a jelzés csupán a megfogalmazás eredetét és a szerzői jogokat jelzi, nem szolgál a cikkben szereplő információk forrásmegjelöléseként.